# Innsmouth

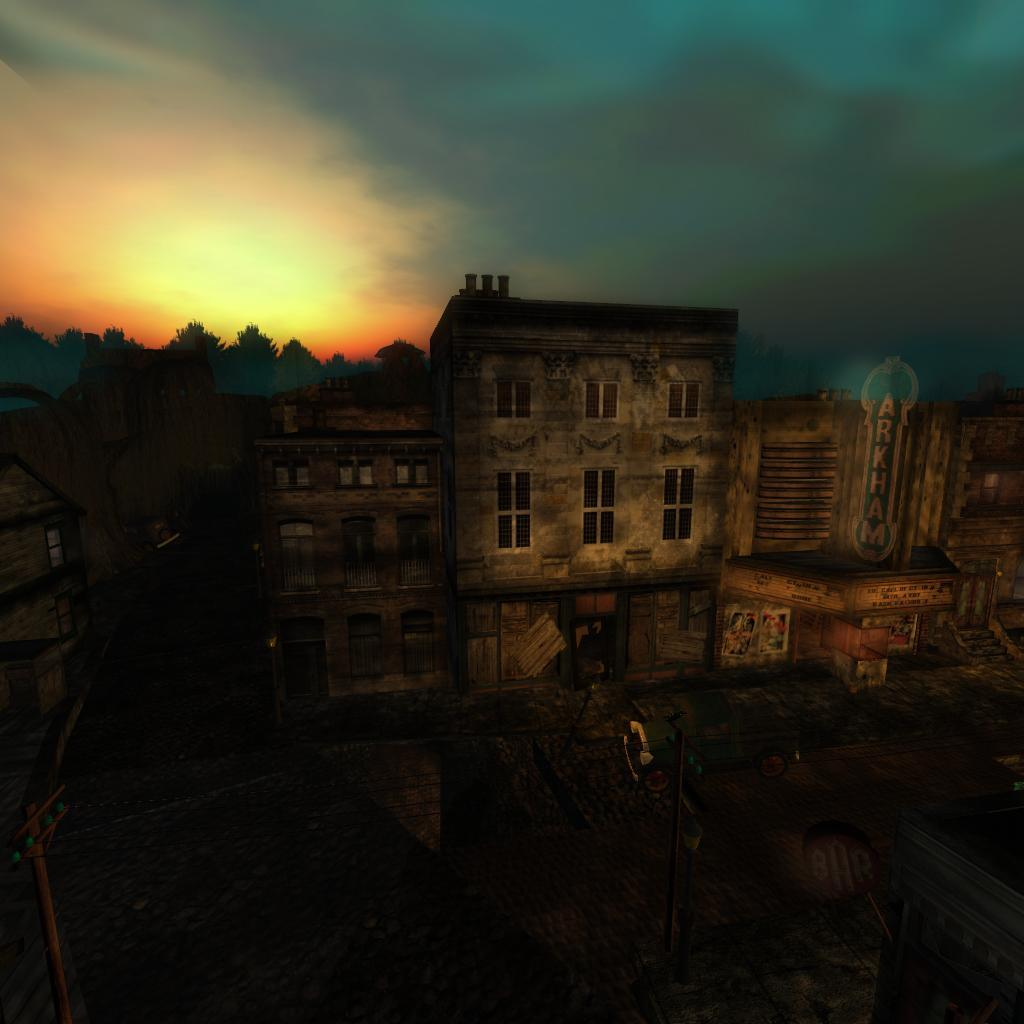
Innsmouth à la tombée de la nuit (selon le jeu Second Life).

Innsmouth est une ville côtière fictive du comté d'Essex (Massachusetts), créée par H. P. Lovecraft et mentionnée dans plusieurs de ses nouvelles, dont la première est Cephalaïs en 1920.
Décrite en détail dans Le Cauchemar d'Innsmouth (1936), Innsmouth est ensuite mentionnée par d'autres auteurs dans le cadre du mythe de Cthulhu.

## Description
Innsmouth est fondée en 1640 à l'embouchure de la rivière Manuxet, principalement destinée à être un chantier naval, puis devient une ville industrielle mineure. Cette ville côtière connaît son heure de gloire au XIXe siècle, puis son économie périclite au début du XXe siècle. Elle se situe aux environs de plusieurs villes existantes : Ipswich, Rowley, Newburyport (localisation approximative).
La concentration en poissons dans ses eaux est tout à fait surnaturelle. La plupart de ses habitants sont affligés d'anomalies physiques qui les rendent infréquentables par les habitants des environs. Les cas les moins graves présentent des yeux bleus globuleux qui ne se ferment jamais, un menton fuyant, une peau grisâtre et très fine et des pieds démesurés. Les cas les plus graves sont enfermés dans les maisons des quartiers abandonnés de la ville, dans lesquelles on ne voit jamais de lumière mais où l'on entend quantité de bruits effrayants.
Il se trouve que la majorité des habitants d'Innsmouth sont issus du croisement d'humains normaux avec une race d'hommes-poissons vivant dans les profondeurs et sectateurs de Cthulhu. Les habitants de la ville, eux, rendent un culte à Dagon. Plus la quantité de croisements est grande parmi ses ascendants, plus l'individu présente des difformités importantes qui lui permettent de rejoindre ses frères des profondeurs avec lesquels il peut vivre éternellement.

## Jeux vidéo
Dans le MMO The Secret World, fortement inspiré par les œuvres de Lovecraft, "l'académie d'Innsmouth" est l'un des lieux de quête infesté de zombies et "choses venues de la mer".